# Jableh Sporting Club
Jableh Sporting Club (auch Jableh, Jablah, Jabla, arabisch جبلة Dschabla, DMG Ǧabla) ist ein syrischer Sportverein aus der gleichnamigen Hafenstadt Dschabla im Gouvernement Latakia. Aktuell spielt die Herren-Fußballmannschaft in der höchsten Liga des Landes, der Syrischen Profiliga. Seine Heimspiele trägt der Verein im Al-Baath Stadion aus. Gegründet 1958, wurde die Fußballmannschaft des Vereins bisher 4-mal Meister, zuletzt 2000. Nach zwei vergeblichen Anläufen im Pokal, man erreichte 1995/96 und 1996/97 das Pokalfinale, gelang 1999 und 2021 der Pokalsieg.

## Vereinserfolge

### National
- Syrischer Meister: 1987, 1988, 1989, 2000[1]
- Syrischer Vizemeister: 1983/84, 1986, 1990/91, 1991/92, 1993/94, 1994/95

- Syrischer Pokalsieger: 1998/99, 2020/21
- Syrischer Pokalfinalist: 1995/96, 1996/97, 1999/00, 2001/02